# Passiflora araujoi
Passiflora araujoi är en passionsblomsväxtart som beskrevs av Sacco. Passiflora araujoi ingår i släktet passionsblommor, och familjen passionsblomsväxter. Inga underarter finns listade i Catalogue of Life.